# Иаков (Стефанидис)
Митрополи́т Иа́ков (греч. Μητροπολίτης Ιάκωβος в миру Элефте́риос Стефани́дис, греч. Ελευθέριος Στεφανίδης; 3 сентября 1916 или 13 [26] сентября 1916, Стамбул — 16 апреля 1965, Афины) — епископ Константинопольской православной церкви, митрополит Иконийский, ипертим и экзарх всей Ликаонии.

## Биография
Родился 3 сентября 1916 года в районе Влага в Константинополе.
В 1938 году окончил Халкинскую духовную семинарию и 4 декабря того же года епископом Халкидонским Максимом (Вапордзисом) был хиротонисан во диакона, после чего был штатным диаконом Халкидонской митрополии.
В сентябре 1943 года назначен заместителем секретаря Священного синода Константинопольского патриархата. 21 октября 1947 года был назначен главным секретарём Священного синода.
30 ноября 1947 года патриархом Максимом был хиротонисан во пресвитера и в тот же день возведён в достоинство архимандрита.
4 июля 1950 года решением Священного Синода избран митрополитом Иконийским.
7 июля 1950 года в Патриаршей церкви святого Георгия на Фанаре хиротонисан во епископа с возведением в сан митрополита Иконийского, ипертима и экзарха всей Ликаонии. Хиротонию совершили Патриарх Афинагор, митрополит Халкидонский Фома (Саввопулос), митрополит Деркский Иаков (Папапаисиу), митрополит Принкипонисский Дорофей (Георгиадис), митрополит Феодоропольский Леонтий (Ливериос), митрополит Иринопольский Константин (Алатопулос), митрополит Энуский Герман (Гарофаллидис), митрополит Приконисский Филофей (Ставридис), митрополит Ганский и Хорский Панкратий (Ватопединос) и Сардский Максим (Цаусис).
5 октября 1951 года он был назначен ректором Халкинской богословской школы.
Лев Зандер побывавший в 1954 году в Халкинской богословской школе так его описывает: «Это ещё молодой, строгий и к себе и к другим иерарх. Студенты его боятся, но его внешняя суровость не ограничивает его личной доброты: он заботится о студентах и лично помогает многим (о чем мало кто знает, кроме тех, кто ему обязан — возможностью ли поехать к родным во время каникул или чем-либо иным)».
В июле 1955 года ушёл на покой по состоянию здоровья.
Скончался 16 апреля 1965 года в Афинах. 17 апреля 1965 года в Афинском кафедральном соборе состоялось его отпевание, под председательством архиепископа Афинского и всея Греции Хризостома II. В отпевании принял участие диакон Варфоломей Архондонис, который в то время заканчивал аспирантуру в Италии. Был похоронен на Первом афинском кладбище.
Настоятель ставропигиального монастыря Влатадон в Салониках архимандрит Стилиан (Харкианакис) организовал перезахоронение останков митрополита Иакова на кладбище монастыря.
В дальнейшем, по просьбе патриарха Константинопольского Варфоломея, настоятель Патриаршего монастыря Влатадон архимандрит Никифор (Психлудис) перевёз останки митрополита Иконийского Иакова в Стамбул, где он был захоронен 3 декабря 2013 года в некрополе ставропигиального монастыря в Валукли.